# Tepiolulco
Tepiolulco är en ort i Mexiko.   Den ligger i kommunen Altotonga och delstaten Veracruz, i den sydöstra delen av landet, 200 km öster om huvudstaden Mexico City. Tepiolulco ligger 2 214 meter över havet och antalet invånare är 504.
Terrängen runt Tepiolulco är varierad. Runt Tepiolulco är det ganska tätbefolkat, med 108 invånare per kvadratkilometer. Närmaste större samhälle är Teziutlan, 16,6 km nordväst om Tepiolulco. I omgivningarna runt Tepiolulco växer i huvudsak blandskog.